# 西南铁路局

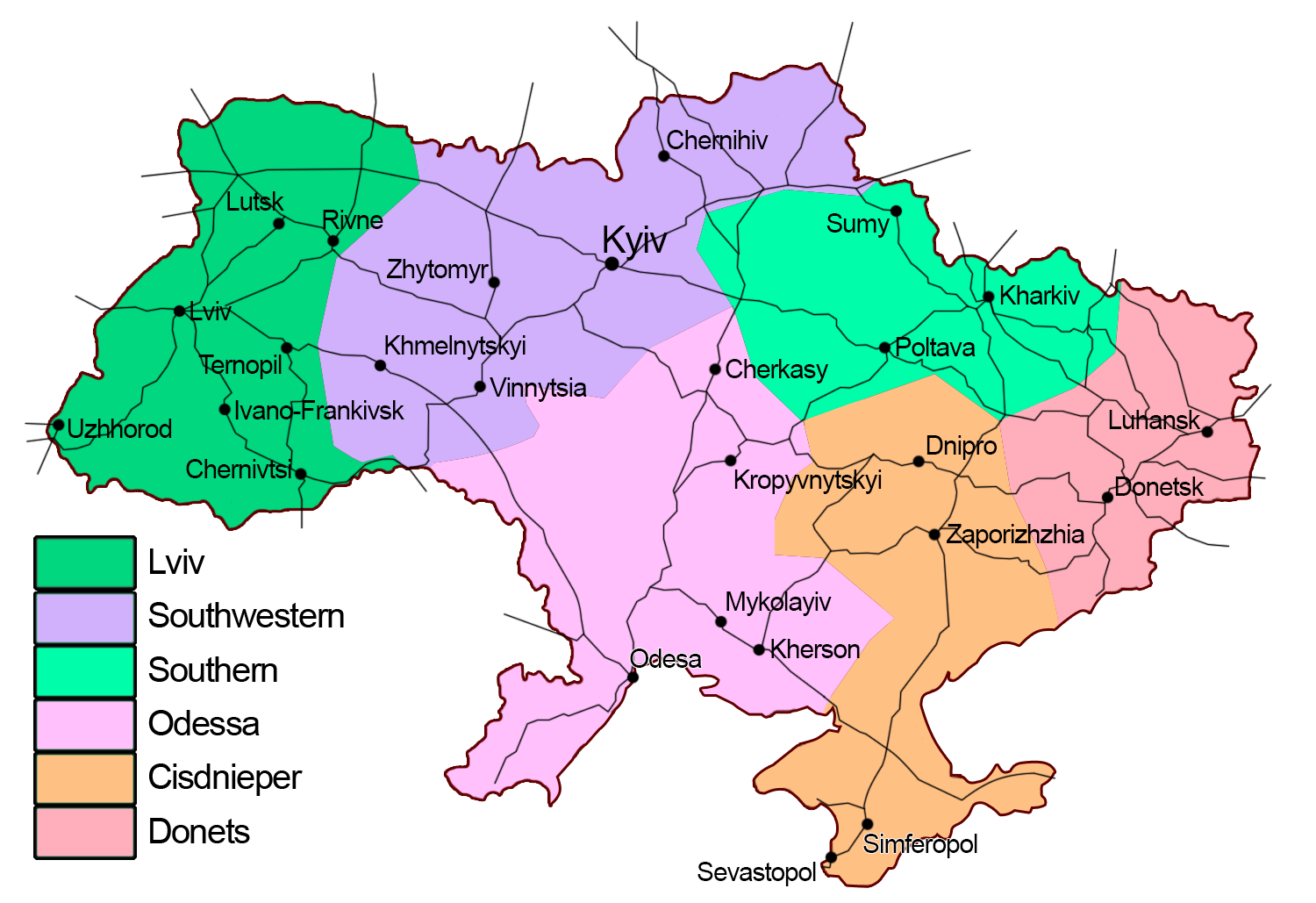
營運地區

西南铁路局（羅馬化：Pivdenno-Zakhidna zaliznitsya）是乌克兰铁路的铁路管理局之一，负责管辖乌克兰北部和东北部地区的铁路系统，包括基辅市、文尼察州、日托米尔州、切爾尼戈夫州、苏梅州、赫梅利尼茨基州的大部分铁路，以及罗夫诺州、切尔诺夫策州、切尔卡瑟州、波尔塔瓦州和捷尔诺波尔州部分地区的铁路，总部位于首都基辅，营业里程超过4,668公里。西南铁路局相邻南方铁路局、利沃夫铁路局、敖德萨铁路局，并与白俄罗斯铁路以及俄罗斯铁路莫斯科铁路局连接。

## 枢纽车站
- 基辅客运站
- 日梅林卡站
- 科诺托普站
- 科罗斯坚站
- 法斯蒂夫站
- 舍佩蒂夫卡站
- 尼任站
- 巴赫马奇站
- 沃罗日巴站
- 米羅尼夫卡站
- 切尔尼戈夫站